# Dextransucrasi
La destranosucrasi è un enzima appartenente alla classe delle transferasi, che catalizza la seguente reazione:
saccarosio + (1,6α-D-glucosile)n ⇄ D-fruttosio + (1,6α-D-glucosile)n+1